# Preußische Akademie der Wissenschaften

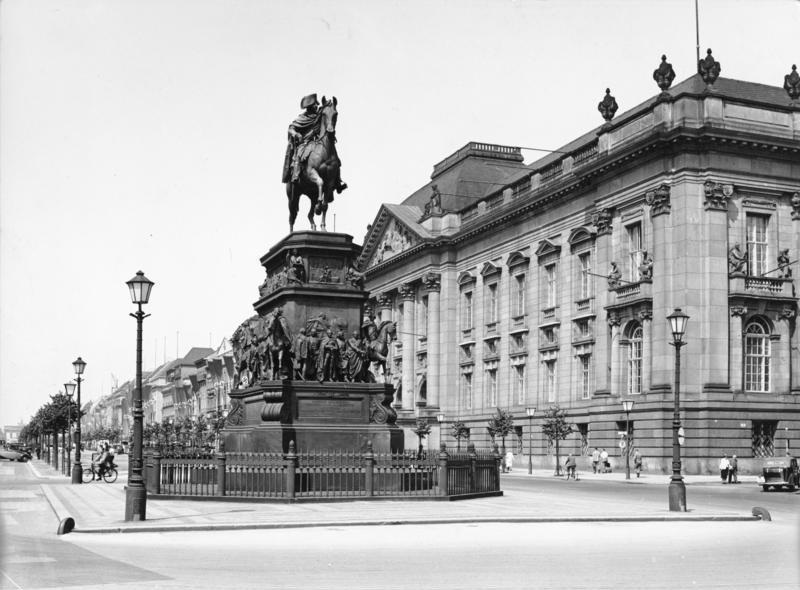
Der Sitz der Preußischen Akademie der Wissenschaften war bis 1945 der Südostflügel des Gebäudes der Staatsbibliothek Unter den Linden

Die Preußische Akademie der Wissenschaften wurde im Jahr 1700 vom brandenburgischen Kurfürsten Friedrich III. als Kurfürstlich Brandenburgische Societät der Wissenschaften in Berlin gegründet. Als Akademie der Wissenschaften des Staates Preußen gelangte sie zu weltweiter Berühmtheit. Zu ihren Mitgliedern gehörten unter anderem die Brüder Grimm, Wilhelm und Alexander von Humboldt, Gottfried Wilhelm Leibniz, Lise Meitner, Theodor Mommsen, Albert Einstein und Max Planck. Von der Teilung bis zur Wiedervereinigung Deutschlands stritten eine Ost- und eine Westakademie um ihre Tradition, die seit 1992 von der Berlin-Brandenburgischen Akademie der Wissenschaften fortgesetzt wird.

## Geschichte

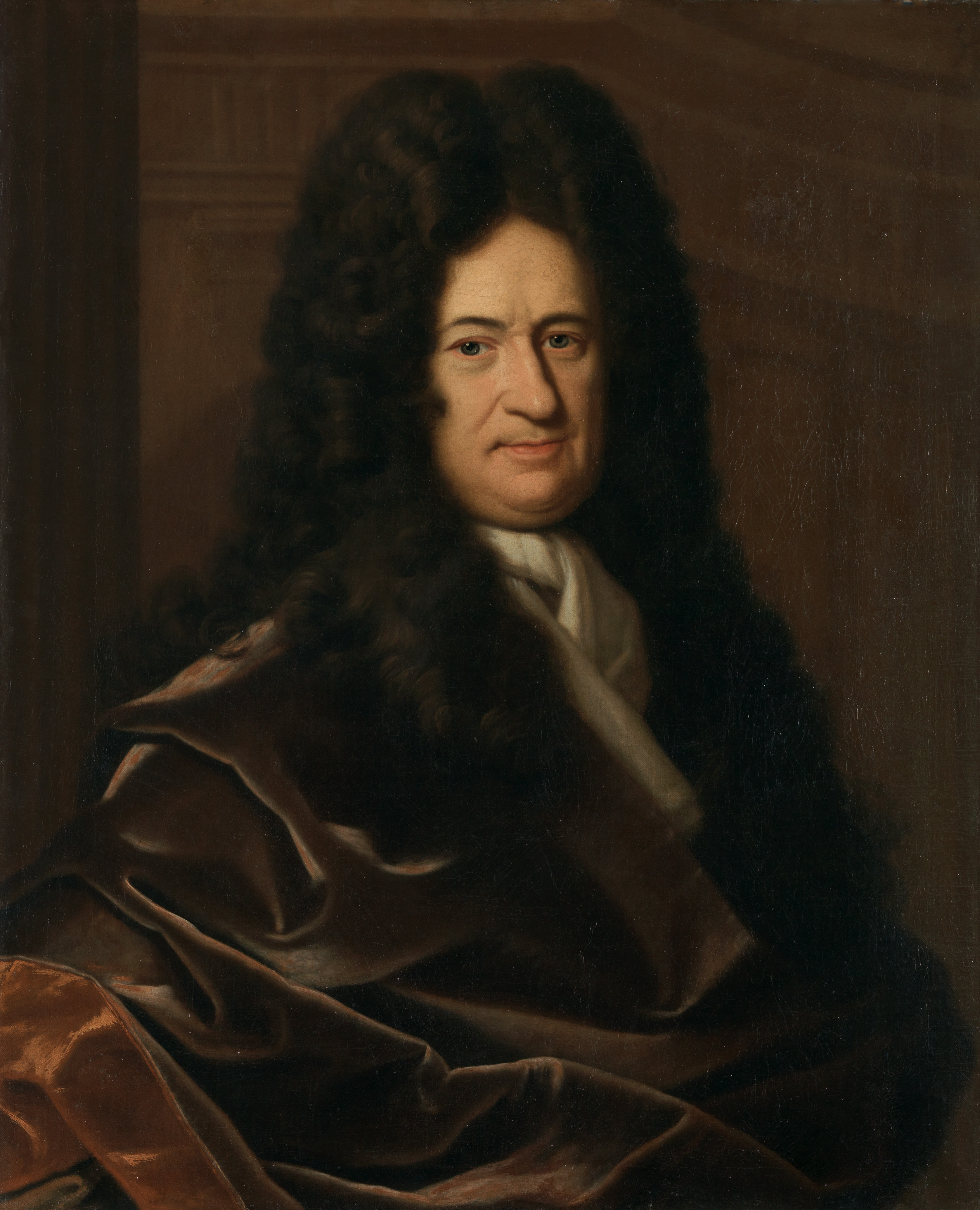
Gottfried Wilhelm Leibniz, erster Präsident der Akademie

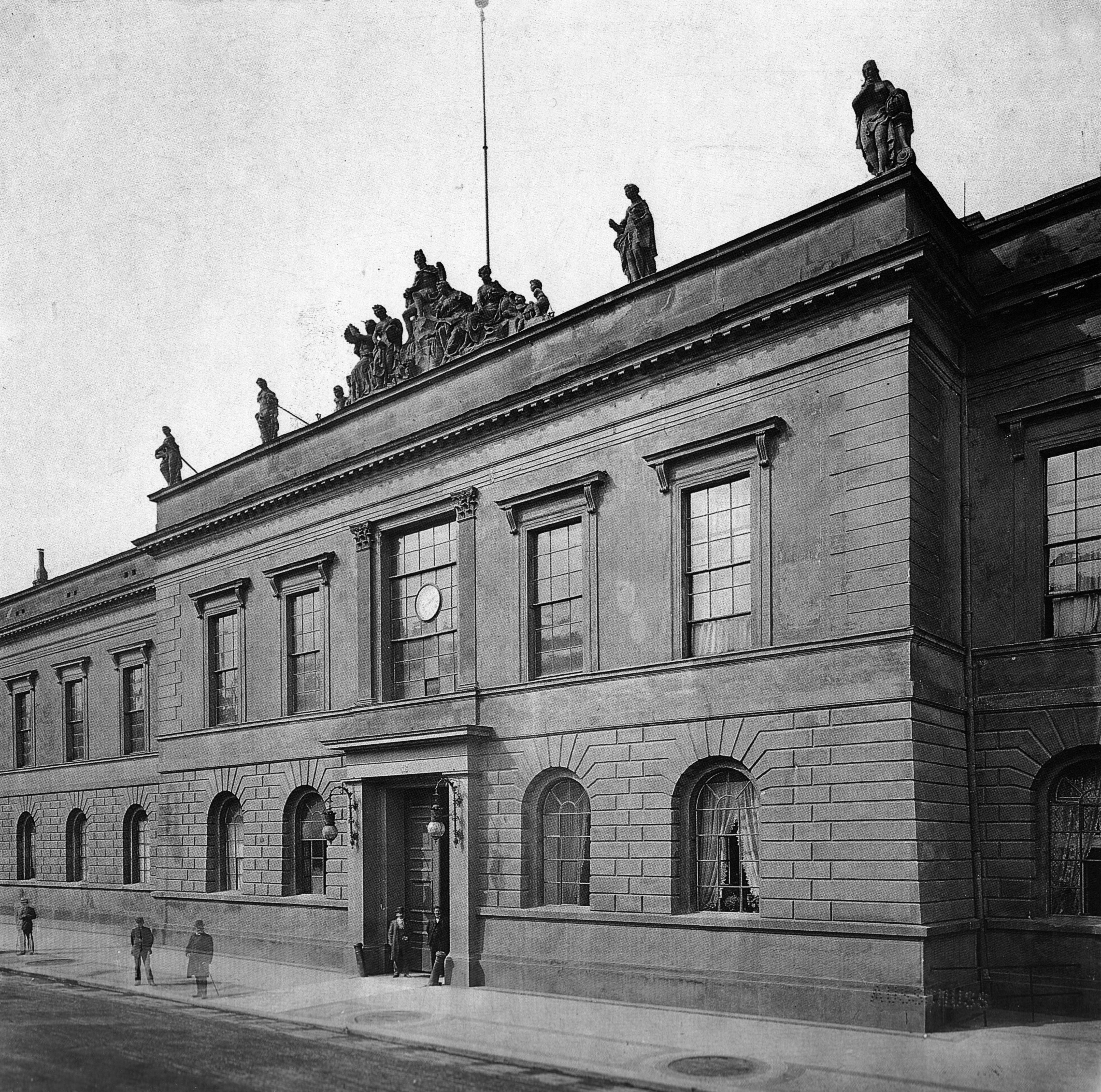
Marstall Unter den Linden, erster Sitz der Akademie

### 18. Jahrhundert
Gegründet wurde die Akademie am 11. Juli 1700 als Kurfürstlich Brandenburgische Societät der Wissenschaften durch Kurfürst Friedrich III. von Brandenburg. Zu ihrem ersten Präsidenten ernannte er Gottfried Wilhelm Leibniz, der die Akademie zusammen mit Daniel Ernst Jablonski plante und entwickelte. Nach der Krönung des Kurfürsten Friedrich III. zum König Friedrich I. in Preußen nannte sich die Akademie ab 1701 Königlich Preußische Societät der Wissenschaften. Im Unterschied zu anderen Akademien wurde die Preußische Akademie der Wissenschaften bis zum Jahre 1809 nicht aus der Staatskasse finanziert. Sie musste vielmehr ihren finanziellen Unterhalt selbst bestreiten. Dazu nutzte sie das von Leibniz vorgeschlagene und von Friedrich III. am 10. Mai 1700 bewilligte Monopol auf Herstellung und Verkauf der Kalender im Kurfürstentum Brandenburg. Ein Statut erhielt die Akademie erst im Jahre 1710. Ein Jahr später erfolgte die offizielle Eröffnung der Akademie. Das Statut legte die Aufteilung der Akademiemitglieder in vier Klassen (zwei naturwissenschaftliche und zwei geisteswissenschaftliche Klassen) fest.
Während sich andere Akademien wie die Royal Society in London oder die Académie des sciences und die Académie française in Paris auf bestimmte Wissenschaftsgebiete beschränkten, fasste die preußische Akademie Naturwissenschaft und Geisteswissenschaft von Anfang an zusammen. Die bei ihr erstmals eingeführte Gliederung nach Klassen war Vorbild für spätere Akademiegründungen. Von 1710 bis 1830 bestanden an der Akademie zwei Klassen für die Naturwissenschaften und die Mathematik sowie ebenfalls zwei Klassen für die Geisteswissenschaften. Von 1830 bis 1945 gab es nur noch zwei Klassen, die Physikalisch-mathematische und die Philosophisch-historische Klasse. Die Klassen und das Plenum, in denen sich die Akademiemitglieder zu wissenschaftlichen Beratungen zusammenfanden, waren die entscheidenden Gremien der Preußischen Akademie der Wissenschaften.
Unter der Regentschaft von Friedrich II. erfolgte eine umfassende Reorganisation der Akademie. Anfang 1744 wurde die alte Sozietät der Wissenschaften mit der 1743 in Berlin gegründeten Nouvelle Société Littéraire zur Königlichen Akademie der Wissenschaften vereinigt. Das Statut vom 24. Januar 1744 legte als Neuerung die öffentliche Ausschreibung von Preisaufgaben durch die Akademie fest. Die Preisaufgaben der europäischen Akademien bestimmten zumindest im 18. Jahrhundert den öffentlichen Diskurs der Res publica literaria. Mit den Preisaufgaben griffen die Akademien ungelöste wissenschaftliche Fragestellungen ihrer Zeit auf und beförderten auf diese Weise die Entwicklung der Wissenschaften. Unter den Einsendern von Preisschriften an die Preußische Akademie der Wissenschaften befinden sich Jean le Rond d’Alembert, Johann Gottfried Herder, Moses Mendelssohn und Immanuel Kant.
Unter Friedrich II. erreichte die Akademie ihre erste Blütezeit. Herausragende Vertreter der Natur- und Geisteswissenschaften gehörten zu ihren Mitgliedern, unter ihnen Leonhard Euler, Jean le Rond d’Alembert, Pierre Louis Moreau de Maupertuis, Johann Theodor Eller, Andreas Sigismund Marggraf, Johann Heinrich Lambert, Joseph Louis Comte de Lagrange, Franz Carl Achard, François Marie Arouet de Voltaire, Charles de Secondat, Baron de Montesquieu, Jean-Baptiste de Boyer, Marquis d’Argens, Julien Offray de La Mettrie, Denis Diderot, Gotthold Ephraim Lessing, Daniel Friedrich Sotzmann, Christoph Martin Wieland und Immanuel Kant.
Im 18. Jahrhundert besaß die Akademie eigene Forschungseinrichtungen: 1709 Berliner Sternwarte; 1717 Theatrum Anatomicum, ab 1723 Collegium medico-chirurgicum; 1718 Botanischer Garten (Berlin); 1753 Laboratorium und wissenschaftliche Wunderkammer mit physikalischem Kabinett, Naturalienkabinett und Herbarium.

### 19. Jahrhundert
1806 hatte die Akademie vier Klassen; die erste physikalische Klasse umfasste folgende neun ordentliche Mitglieder: Franz Carl Achard Direktor (abwesend), Carl Abraham Gerhard, Johann Gottlieb  Walter, Martin Heinrich Klaproth, Friedrich August Walter, Carl Ludwig Willdenow, Christoph Wilhelm Hufeland, Alexander von Humboldt und Albrecht Daniel Thaer. Die zweite mathematische Klasse zählte sieben ordentliche Mitglieder: Johann III Bernoulli, Johann Elert Bode, Georg Friedrich von Tempelhoff, Abel Burja, Jean Trembley, Johann Philipp Gruson und Johann Georg Tralles. Zur dritten philosophischen Klasse gehörten sechs Mitglieder: Frédéric de Castillon, Jean Pierre Frédéric Ancillon, Ernst Ferdinand Klein, Johann Erich Biester, August Heinrich von Borgstede und Louis Frédéric Ancillon. Die vierte philologische und historische Klasse zählte acht Mitglieder: Johann Bernhard Merian, Paul Jérémie Bitaubé abwesend, Jean Pierre Erman, Adrian Maria Francois Chevalier de Verdy du Vernoiy, Ernst Wilhelm Cuhn, Jean-Baptist Bastide, Aloys Hirt und Johannes Müller.
Im Zuge der tiefgreifenden Reorganisation der Akademie in den Jahren 1806 bis 1812, die mit dem neuen Statut vom 24. Januar 1812 ihren Abschluss fand, verlor die Akademie ihre wissenschaftlichen Einrichtungen sukzessive an die neu gegründete Friedrich-Wilhelms-Universität. Als neue Hauptform wissenschaftlicher Arbeit gründeten sich ab 1815 an der Akademie wissenschaftliche Unternehmungen, geleitet von akademischen Kommissionen unter Vorsitz eines Ordentlichen Akademiemitglieds. Die Arbeit in diesen großen Gemeinschaftsunternehmungen leisteten neben den in die Kommissionen berufenen Akademiemitgliedern hauptsächlich Wissenschaftler, die die Akademieleitung anstellte. So entstanden hier über 50 wissenschaftliche Unternehmungen, die u. a. von der Kommission für Griechisch-römische Altertumskunde, der Deutschen Kommission, der Orientalischen Kommission oder der Preußischen Kommission geleitet wurden. Ab 1812 wurde sie als Königlich Preußische Akademie der Wissenschaften zu Berlin bezeichnet:

„Die Bezeichnung Königlich Preußische Akademie der Wissenschaften zu Berlin dürfte ab 1812 zutreffend sein, sie war bereits seit der Wende zum 19. Jahrhundert gebräuchlich. Ein Bindestrich wurde nicht verwendet. In der schriftlichen Überlieferung aus diesem Zeitraum finden sich verschiedene Bezeichnungen, wie Berliner Akademie, Königliche Akademie der Wissenschaften, Akademie der Wissenschaften etc. Vermutlich gibt es auch Dokumente, in denen ein Bindestrich zwischen ‚Königlich‘ und ‚Preußische‘ gesetzt wurde. In den Akademiestatuten vom 24. Januar 1812 wird – wie in früheren Statuten auch – nur die Kurzfassung Akademie der Wissenschaften verwendet. Allerdings nannten sich die deutschsprachigen Akademieabhandlungen bereits von 1804 bis 1819 ‚Abhandlungen der Königlichen Akademie der Wissenschaften in Berlin‘ und von 1820 bis 1901 ‚Abhandlungen der Königlichen Akademie der Wissenschaften zu Berlin‘. Ab 1901 fehlte der Zusatz ‚zu Berlin‘ (Abhandlungen der Königlich Preußischen Akademie der Wissenschaften). In den gedruckten Berichten über die Verhandlungen der Akademie von 1836 bis 1855, in den Monatsberichten der Akademie (1856–1881) und in den Sitzungsberichten der Akademie (1882–1901) tauchte jedoch im Titel stets die Bezeichnung Königlich Preußische Akademie der Wissenschaften zu Berlin auf, so dass diese Bezeichnung – ohne Bindestrich – wohl ab 1812 zutreffend ist.“

Eine bedeutende Hilfe für die wissenschaftliche Arbeit stellte das von Elise Wentzel-Heckmann aus Berlin im Jahr 1894 gestiftete Kapital von 1,5 Millionen Mark (1871) dar, dessen Zinserlös der damit zu gründenden Hermann und Elise geborene Heckmann Wentzel-Stiftung ab 1894 zu einem Drittel der Akademie zur Verfügung stand. Die Förderung war für „umfassende, größere Aufwendung erfordernde wissenschaftliche Unternehmungen“ ausgeschrieben. Die zu fördernde Forschung konnte jedes ordentliche Akademiemitglied beantragen. Ein Siebenercollegium, bestehend aus dem Minister der geistlichen usw. Angelegenheiten (oder seinem Stellvertreter) und je drei von beiden Klassen der Akademie auf die Dauer von fünf Jahren erwählten Mitgliedern, entschied über die Vergabe. Aus den Akademiekommissionen und den Arbeitsstellen der entsprechenden Unternehmungen sind nach 1945 einige Akademieinstitute hervorgegangen.

### Zeit des Nationalsozialismus
In der Zeit des Nationalsozialismus sollte auch die Akademie der Gleichschaltung unterzogen werden. Jüdische Mitarbeiter und Mitglieder mussten die Akademie verlassen. Mit der neuen Satzung vom 8. Juni 1939 wurde die Akademie nach dem Führerprinzip von einem Präsidenten geleitet, dem ein Vizepräsident, die beiden Klassensekretäre und der Direktor zur Seite standen. Die Akademie weigerte sich jedoch, in der noch immer für einen neuen Präsidenten vorgesehenen Wahl, den vom Reichserziehungsministerium kommissarisch eingesetzten und zum Präsidenten vorgeschlagenen Theodor Vahlen zu bestätigen, und einigte sich intern auf einen eigenen Kandidaten, womit der Posten bis zum Kriegsende unbesetzt blieb.

### Traditionsnachfolger
Nach Kriegsende unterstand die Akademie zunächst dem Berliner Magistrat. Am 1. Juli 1946 wurde die Akademie durch die Sowjetische Militäradministration in Deutschland als Deutsche Akademie der Wissenschaften zu Berlin wiedereröffnet. 1972 erfolgte ihre Umbenennung in Akademie der Wissenschaften der DDR, die sowohl als Gelehrtengesellschaft als auch, vergleichbar beispielsweise mit der Max-Planck-Gesellschaft, als Trägerorganisation einer Forschungsgemeinschaft von außeruniversitären Forschungsinstituten fungierte.
Nach der Deutschen Wiedervereinigung kam es zum Jahresende 1991 zur Auflösung der DDR-Akademie sowie zur nachfolgenden Neukonstituierung der Berlin-Brandenburgischen Akademie der Wissenschaften (BBAW) gemäß Staatsvertrag der Länder Berlin und Brandenburg vom 21. Mai 1992. 122 ehemalige Mitglieder der DDR-Akademie gründeten 1993 als weitere Institution neben der Berlin-Brandenburgischen Akademie der Wissenschaften die Leibniz-Sozietät der Wissenschaften zu Berlin.

## Mitglieder

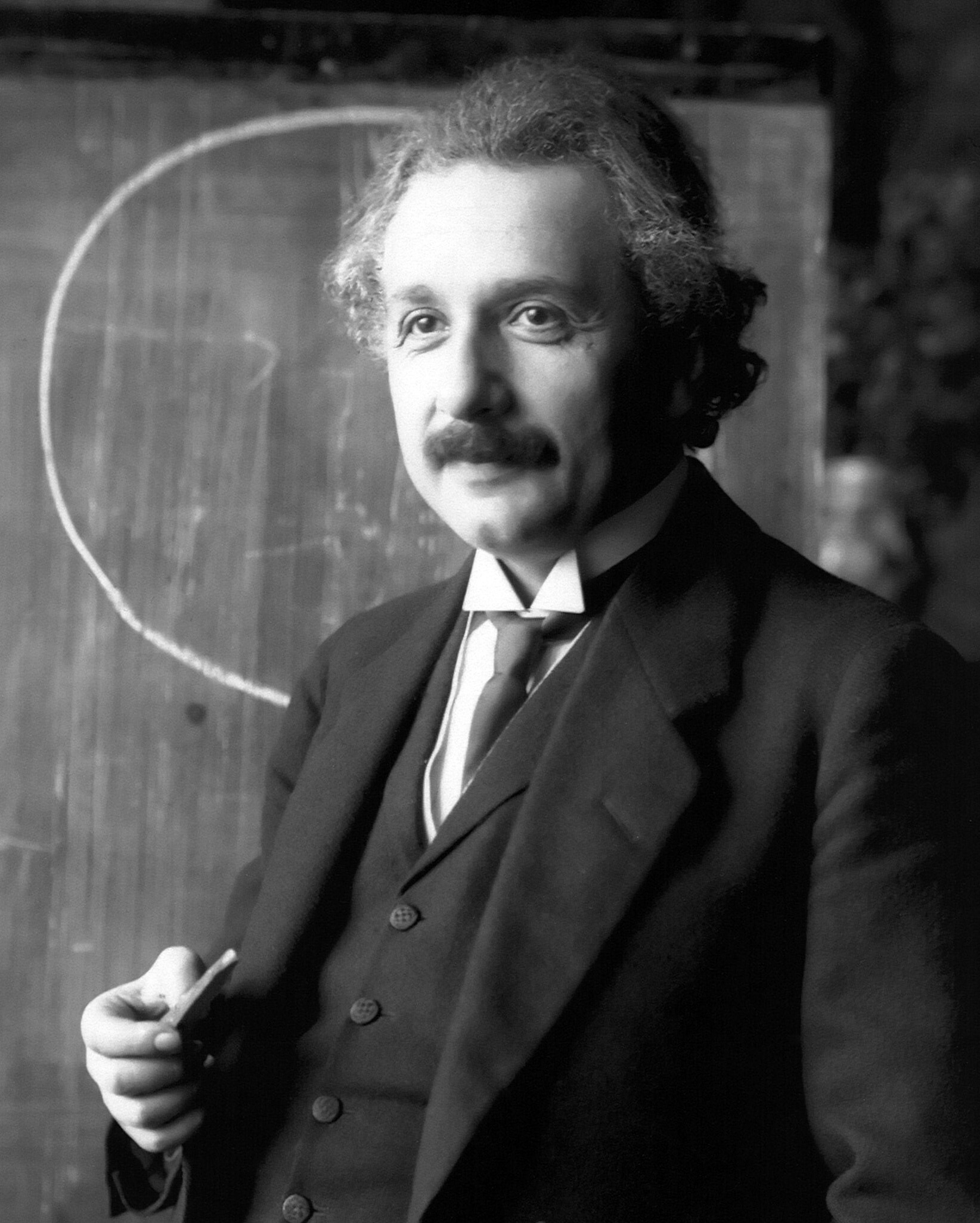
Albert Einstein, eines der berühmtesten Mitglieder der Akademie

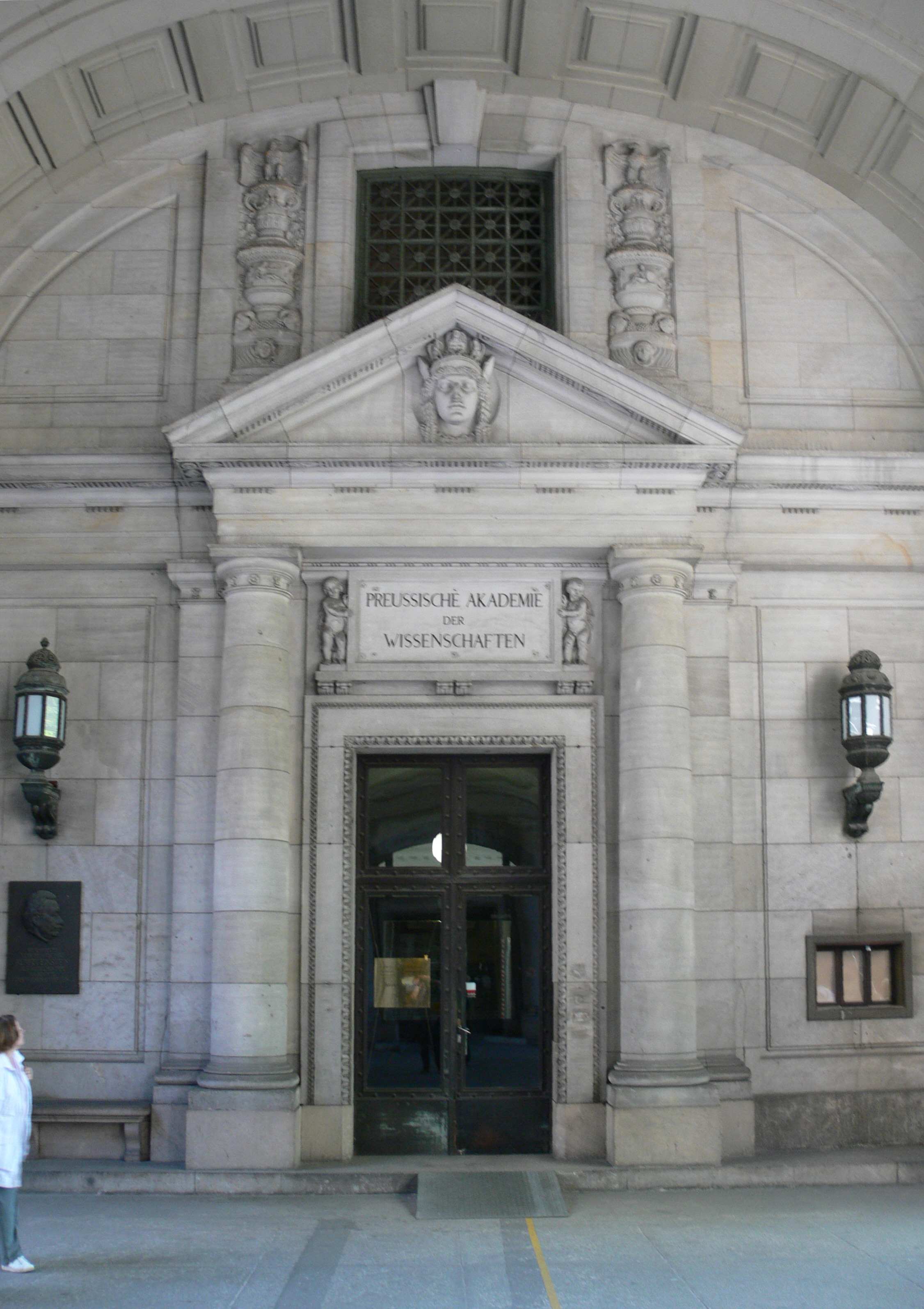
Eingang zur Preußischen Akademie der Wissenschaften in der Staatsbibliothek Unter den Linden

### Männer
- Conrad Mel, 1701 Abwesendes Mitglied
- Sebastian Gottfried Starcke, 1701 ordentliches Mitglied
- Johann Fabricius, 1703
- Samuel Walther, 1729 Abwesendes Mitglied
- Jacob Paul Freiherr von Gundling, Präsident der Akademie
- Otto von Graben zum Stein, Vizepräsident der Akademie von 1732 bis 1740
- Claude Gros de Boze, 1740, Auswärtiges Mitglied
- Leonhard Euler, 1741 Anwesendes Mitglied; 1766 Abwesendes Mitglied
- Jean-Baptiste de Boyer, Marquis d’Argens, 1744, Ordentliches Mitglied
- Joseph Du Fresne de Francheville, 1744, Ordentliches Mitglied
- Johann Matthias Gesner, 1744 Auswärtiges Mitglied
- Conrad Iken, 1745
- Charles-Louis de Secondat, Baron de la Brède et de Montesquieu, 1746 Auswärtiges Mitglied
- Pierre Louis Moreau de Maupertuis, 1746, Präsident der Akademie von 1746 bis 1753
- Julien Offray de La Mettrie, 1748, Ordentliches Mitglied
- Johann Georg Sulzer, 1750, ab 1776 Direktor der philosophischen Klasse
- Denis Diderot, 1751 Auswärtiges Mitglied
- Jérôme Lalande, 1751 Auswärtiges Mitglied
- Johann Heinrich Lambert, 1764
- Franz Carl Achard, 1776 Ordentliches Mitglied, ab 1782 Direktor der physikalischen Klasse
- Immanuel Kant, 1786 Auswärtiges Mitglied
- Friedrich August Wolf, 1799 Auswärtiges Mitglied; 1808 Ordentliches Mitglied; 1812 Ehrenmitglied
- Friedrich Schleiermacher, 1810 Ordentliches Mitglied
- August Boeckh, 1814 Ordentliches Mitglied
- Johann Centurius von Hoffmannsegg, 1815
- Carl Ritter, 1822 Ordentliches Mitglied
- Christian Gottfried Ehrenberg, 1827 Ordentliches Mitglied
- Karl Lachmann, 1830 Ordentliches Mitglied
- Friedrich Heinrich von der Hagen, 1841
- Michael Faraday, 1842 Auswärtiges Mitglied
- Emil du Bois-Reymond, 1851 Ordentliches Mitglied
- Heinrich Ernst Beyrich, 1853 Ordentliches Mitglied
- Theodor Mommsen, 1853 Korrespondierendes Mitglied; 1858 Ordentliches Mitglied
- Hermann von Helmholtz, 1857 Korrespondierendes Mitglied; 1870 Auswärtiges Mitglied; 1871 Ordentliches Mitglied
- Eduard Zeller, 1864 Korrespondierendes Mitglied; 1872 Ordentliches Mitglied; 1894 Ehrenmitglied
- Rudolf Virchow, 1873 Ordentliches Mitglied
- Franz Kielhorn, 1880 Korrespondierendes Mitglied
- Franz Eilhard Schulze, 1884 Ordentliches Mitglied
- Gustav von Schmoller, 1884 Ordentliches Mitglied
- Adolf von Harnack, 1890 Ordentliches Mitglied
- Ulrich von Wilamowitz-Moellendorff, 1891 Korrespondierendes Mitglied; 1899 Ordentliches Mitglied
- Ferdinand Georg Frobenius, 1893 Ordentliches Mitglied
- Louis Duchesne, 1893 Korrespondierendes Mitglied
- Max Planck, 1894 Ordentliches Mitglied
- Henri Weil, 1896 Korrespondierendes Mitglied, 1908 Auswärtiges Mitglied
- Melchior Treub, 1900 Korrespondierendes Mitglied
- Albert Einstein, 1914 Ordentliches Mitglied
- Karl Holl, 1915 Ordentliches Mitglied
- Ernst Heymann, 1918 Ordentliches Mitglied
- Kurt Sethe, 1920 Korrespondierendes Mitglied; 1930 Ordentliches Mitglied
- Peter Debye, 1920 Korrespondierendes Mitglied; 1936 Ordentliches Mitglied
- Otto Hahn, 1924 Ordentliches Mitglied
- Max Bodenstein, 1925 Ordentliches Mitglied
- Karl Hampe, 1925 Korrespondierendes Mitglied
- Eduard Schwyzer, 1937 Ordentliches Mitglied
- Hermann Grapow, 1938 Ordentliches Mitglied
- Hans von Euler-Chelpin, 1942 Korrespondierendes Mitglied

### Frauen
Friedrich II. sorgte 1776 für die Ehrenmitgliedschaft seiner Cousine, der russischen Zarin Katharina II., sein Nachfolger 1794 für die Mitgliedschaft von Juliane Giovane, die mit Schriften der Aufklärung hervorgetreten war. Einhundert Jahre später wurde die Mäzenin Maria Elisabeth Wentzel-Heckmann, nach Diskussionen, zum dritten weiblichen Ehrenmitglied gewählt. Sie hatte der Akademie 1 500 000 Mark gestiftet. Die erste Frau, die „aus rein wissenschaftlichen Gründen“ in die Akademie aufgenommen wurde, war die österreichische Physikerin Lise Meitner, allerdings wurde sie 1949 nur zum auswärtigen Mitglied der Akademie gewählt. 1964 wurde Liselotte Welskopf-Henrich als erste Frau als ordentliches Mitglied in die Nachfolgeorganisation Deutsche Akademie der Wissenschaften gewählt. „Seit der Gründung der Akademie im Jahr 1770 waren nur 14 ihrer 2900 Mitglieder Frauen gewesen.“ Zwar schlossen die Gründungsstatuten der Akademie Frauen nicht von der Mitgliedschaft aus, dennoch wurden sie de facto nicht zugelassen.